# Megarcys sjostedti
Megarcys sjostedti är en bäcksländeart som först beskrevs av Navás 1930.  Megarcys sjostedti ingår i släktet Megarcys och familjen rovbäcksländor. Inga underarter finns listade i Catalogue of Life.